# Campionati austriaci di sci alpino 1968
I Campionati austriaci di sci alpino 1968 si svolsero a Kleinkirchheim tra il 29 febbraio e il 3 marzo; furono assegnati i titoli di discesa libera, slalom gigante, slalom speciale e combinata, sia maschili sia femminili.

## Risultati

### Uomini

#### Discesa libera
| Pos. | Atleta          | Nazione |
| ---- | --------------- | ------- |
| 1    | Karl Schranz    | Austria |
| 2    | Egon Zimmermann | Austria |
| 3    | Heini Messner   | Austria |

Data: 1º marzo

#### Slalom gigante
| Pos. | Atleta             | Nazione |
| ---- | ------------------ | ------- |
| 1    | Reinhard Tritscher | Austria |
| 2    | Heini Messner      | Austria |
| 3    | Karl Schranz       | Austria |

Data: 2 marzo

#### Slalom speciale
| Pos. | Atleta        | Nazione |
| ---- | ------------- | ------- |
| 1    | Herbert Huber | Austria |
| 2    | Alfred Matt   | Austria |
| 3    | Harald Rofner | Austria |

Data: 3 marzo

#### Combinata
| Pos. | Atleta        | Nazione |
| ---- | ------------- | ------- |
| 1    | Karl Schranz  | Austria |
| 2    | Heini Messner | Austria |
| 3    | Herbert Huber | Austria |

Data: 1º-3 marzo

Classifica stilata attraverso i piazzamenti ottenuti
in discesa libera, slalom gigante e slalom speciale

### Donne

#### Discesa libera
| Pos. | Atleta         | Nazione |
| ---- | -------------- | ------- |
| 1    | Olga Pall      | Austria |
| 2    | Christl Haas   | Austria |
| 3    | Wiltrud Drexel | Austria |

Data: 1º marzo

#### Slalom gigante
| Pos. | Atleta       | Nazione |
| ---- | ------------ | ------- |
| 1    | Gertrud Gabl | Austria |
| 2    | Christl Haas | Austria |
| 3    | Olga Pall    | Austria |

Data: 29 febbraio

#### Slalom speciale
| Pos. | Atleta         | Nazione |
| ---- | -------------- | ------- |
| 1    | Gertrud Gabl   | Austria |
| 2    | Wiltrud Drexel | Austria |
| 3    | Christl Haas   | Austria |

Data: 2 marzo

#### Combinata
| Pos. | Atleta       | Nazione |
| ---- | ------------ | ------- |
| 1    | Christl Haas | Austria |
| 2    | Gertrud Gabl | Austria |
| 3    | Olga Pall    | Austria |

Data: 29 febbraio-2 marzo

Classifica stilata attraverso i piazzamenti ottenuti
in discesa libera, slalom gigante e slalom speciale